# Alexander Alexandrowitsch Predke
Alexander Alexandrowitsch Predke (russisch Александр Александрович Предке, wiss. Transliteration Aleksandr Aleksandrovič Predke; geboren am 5. Januar 1994 in Dimitrowgrad) ist ein russischer Schachspieler, der für den serbischen Schachverband spielt.

## Karriere
Predke wurde im russischen Dimitrowgrad geboren und begann im Alter von acht Jahren, Schach zu spielen. Mit 14 Jahren und einer Elo-Zahl von rund 2200 besuchte Predke erstmals die Schachschule von Toljatti, von der seine Mutter im Internet gelesen hatte. Im Juli 2009 zog Predke nach Toljatti um. Dort wurde er hauptsächlich von dem Großmeister Jakow Geller trainiert, zudem unterrichteten ihn der Großmeister Juri Jakowitsch und der Internationale Meister Boris Abraschkin. Im Jahr 2010 gewann Predke die russische Jugendmeisterschaft in der Altersklasse U16. Er studierte zunächst an der Staatlichen Universität Toljatti und später an der Staatlichen Akademie für Geologie und Bergbau des Uralgebiets in Jekaterinburg. Predke wohnt in Moskau.
Im Jahr 2016 wurde Predke Großmeister. Die dafür notwendigen Normen erspielte er sich 2014 beim 18. Internationalen Turnier von Woronesch, beim Tschigorin-Memorial und beim Turnier zum 75-jährigen Jubiläum der städtischen Universität in Jelez 2014 sowie beim Aeroflot Open in Moskau 2016. Mit 7,5 Punkten aus 11 Partien beendete Predke die Schacheuropameisterschaft 2019 in Skopje auf dem 20. Platz, womit er sich für die Teilnahme am Schach-Weltpokal 2019 qualifizierte. Dort besiegte er in der ersten Runde Alexei Sarana, bevor er in der zweiten Runde gegen Jan Nepomnjaschtschi ausschied. Beim FIDE Grand Swiss Tournament 2021 belegte Predke mit 7 Punkten aus 11 Partien den siebten Platz und qualifizierte sich damit für den FIDE Grand Prix 2022.
Aus Protest gegen den russischen Angriffskrieg gegen die Ukraine legte Predke im Mai 2022 seine russische Verbandsmitgliedschaft nieder und spielte zunächst unter der Flagge der FIDE, seit März 2023 für Serbien.
| Hier fehlt eine Grafik, die leider im Moment aus technischen Gründen nicht angezeigt werden kann. Wir arbeiten daran! |

## Vereine
Bei der russischen Mannschaftsmeisterschaft belegte Predke 2019 mit SK Sima-Land Oblast Swerdlowsk den dritten Platz, 2020 und 2021 wurde er mit der Moskauer Mannschaft Vizemeister. In der spanischen Mannschaftsmeisterschaft gewann Predke 2019 mit Magic Extremadura die Meisterschaft. Bei der chinesischen Mannschaftsmeisterschaft im Schach 2019 spielte er für Guangdong Shenzhen Longgang.